# ЮАС на зимних Олимпийских играх 1960
Южно-Африканский Союз принимал участие в Зимних Олимпийских играх 1960 года в Скво-Велли (США) в первый раз за свою историю, но не завоевал ни одной медали. ЮАС стал первой африканской страной, участвовавшей в зимних Играх. Сборную страны представляли 3 женщины и 1 мужчина, принимавшие участие в соревнованиях по фигурному катанию.

## Фигурное катание
Спортсменов - 4
| Спортсмены                | Вид                       | Обязатель- ная программа | Обязатель- ная программа | Обязатель- ная программа | Произволь- ная программа | Произволь- ная программа | Произволь- ная программа | Всего       | Всего      | Всего |
| Спортсмены                | Вид                       | Сумма очков              | Сумма мест               | Место                    | Сумма очков              | Сумма мест               | Место                    | Сумма очков | Сумма мест | Место |
| ------------------------- | ------------------------- | ------------------------ | ------------------------ | ------------------------ | ------------------------ | ------------------------ | ------------------------ | ----------- | ---------- | ----- |
| Пэнни Сэйдж               | Женское одиночное катание | 545,9                    | 221                      | 24                       | 455,0                    | 202                      | 23                       | 1000,9      | 210        | 23    |
| Пэт Иствуд                | Женское одиночное катание | 582,4                    | 205                      | 23                       | 388,4                    | 227                      | 25                       | 970,8       | 219        | 24    |
| Гвин Джонс Марсель Мэтьюз | Парное катание            |                          |                          |                          | 63,6                     | 85,5                     | 13                       | 63,6        | 85,5       | 13    |